# Rue du Béarnais
La rue du Béarnais (en occitan : carrièra del Bearnés) est une voie de Toulouse, chef-lieu de la région Occitanie, dans le Midi de la France.

## Situation et accès

### Description
La rue du Béarnais est une voie publique de Toulouse. Elle se trouve dans le quartier de Compans-Caffarelli.
Elle naît au carrefour de l'allée de Barcelone, du boulevard du Maréchal-Leclerc, de la rue d'Artagnan et du pont de Brienne. Longue de 710 mètres, elle est orientée au nord-ouest. Elle rencontre, après 200 mètres, l'avenue Paul-Séjourné et le boulevard Lascrosses, à l'est du square de l'Héraclès. Elle se poursuit ensuite vers le nord-est et, après avoir donné naissance à la rue Pierre-Salies, puis longé le site Enedis de la Marquette, se termine au carrefour du boulevard de la Marquette. Elle est prolongée au nord, au-delà du pont du Béarnais, qui enjambe le canal du Midi, par la rue Roland-Garros, puis le chemin Henri-Bessemer, qui aboutit au boulevard de Suisse et à l'avenue d'Elche.
Dans sa première partie, entre l'allée de Barcelone et le boulevard Lascrosses, la chaussée compte une seule de voie de circulation automobile en sens unique, du boulevard Lascrosses vers l'allée de Barcelone. Elle appartient à une zone de rencontre et la vitesse y est limitée à 20 km/h. Il existe de plus une bande cyclable pour les cyclistes circulant à contre-sens.
Dans sa seconde partie, entre le boulevard Lascrosses et le boulevard de la Marquette, la chaussée compte une, puis deux et enfin trois voies de circulation automobile, toutes en sens unique, du boulevard Lascrosses vers le boulevard de la Marquette. Elle appartient à une zone 30 et la vitesse y est limitée à 30 km/h. Il existe également une bande cyclable pour les cyclistes circulant à contre-sens.

### Voies rencontrées
La rue du Béarnais rencontre les voies suivantes, dans l'ordre des numéros croissants (« g » indique que la rue se situe à gauche, « d » à droite) :
1. Allée de Barcelone (g)
2. Boulevard du Maréchal-Leclerc (d)
3. Rue d'Artagnan (d)
4. Avenue Paul-Séjourné (g)
5. Square de l'Héraclès (g)
6. Boulevard Lascrosses
7. Rue Pierre-Salies (d)
8. Boulevard de la Marquette

### Transports
La rue du Béarnais n'est pas directement desservie par les transports en commun Tisséo. Elle est cependant parallèle à l'allée de Barcelone, parcourue par la ligne du Linéo L1, du bus 63, et sur la première partie, de la navette Ville. Au carrefour du boulevard Lascrosses se trouvent également les arrêts des lignes de Linéo L1L14 et de la ligne de bus 45. Enfin, le long des boulevards de la Marquette et de l'Embouchure se trouvent les arrêts des lignes de bus 1570, ainsi que de la navette Aéroport.
Il existe plusieurs stations de vélos en libre-service VélôToulouse le long de la rue ou des voies les plus proches : les stations no 85 (2 boulevard du Maréchal-Leclerc) et no 86 (23 rue du Béarnais).

## Odonymie
La rue du Béarnais tient son nom du domaine et de la métairie du Béarnais, qui se trouvait de l'autre côté du canal du Midi, et auxquels il aboutissait. Le domaine, qui s'étendait à l'angle du chemin du Béarnais (actuelle rue Roland-Garros) et du vieux chemin de Blagnac (actuelle rue Montmorency), existait déjà au XVIIe siècle et ne disparut qu'à la fin du XIXe siècle. 
La rue du Béarnais ne doit pas être confondue avec la rue du Béarn, ouverte entre 1943 et 1958 dans le nouveau quartier de Papus. Il y eut également une rue et un chemin de la Béarnaise, dans le quartier de la Côte Pavée, auxquels ont été donnés en 1947 les noms de Jean-Baptiste-Noulet et Pierre-Brossolette respectivement. Il existe d'ailleurs encore, perpendiculaire à la première et parallèle à la seconde, une rue de la Fontaine-Béarnaise.

## Patrimoine et lieux d'intérêt

### Immeubles et maisons
- no  1 : clos Saint-Antoine (1931)[4].

- no  23 bis : résidence U-Topie. 
L'immeuble, construit entre 2014 et 2015 sur les plans de l'architecte Jean-Marc Durin, est un exemple d'architecture contemporaine à Toulouse. Il s'élève sur sept étages et 17 mètres, à l'angle du boulevard Lascrosses. L'ossature est en béton. Le rez-de-chaussée et le 1er étage sont couverts de carreaux de verre fumé qui forment un mur-rideau. Les étages supérieurs sont revêtus d'une résille d'aluminium, d'où émergent les cadres rectangulaires en béton des fenêtres et des balcons, rehaussés de couleurs vives – rouge, jaune et bleu. La nuit, huit spots lumineux rouge, orange, violet, bleu, rose et jaune éclairent la façade[5].

- no  29 : maison toulousaine. 
La maison toulousaine, construite dans le premier quart du XXe siècle, est remarquable par le traitement apporté à la façade. Elle s'élève sur trois niveaux : un sous-sol, un rez-de-chaussée surélevé et un comble à surcroît. Sur la façade, l'enduit imite un appareil de pierre. Le niveau de comble, séparé par un cordon, est percé de jours ornés de motifs en terre cuite. Enfin, l'élévation est couronnée par une corniche moulurée[6].

- no  31 : maison Tounut (1890, Gabriel Galan et Emmanuel Itié)[7].
- no  50 : immeuble (deuxième moitié du XXe siècle)[8].

### Édifices industriels
- no  60-68 : EDF-GDF[9].
- no  68 :  maison du directeur de l'usine à gaz[10].